# Bleed It Out
«Bleed It Out» (с англ. — «На последнем издыхании») — второй сингл с альбома Minutes to Midnight группы Linkin Park. Релиз CD-сингла состоялся 20 августа 2007 года. На песню также выпущен клип, премьера прошла на канале MTV-Germany 31 июля. Эта песня была признана #44 в списке 100 лучших песен 2007 года Rolling Stone.  «Bleed It Out» является одним из 3-х треков в альбоме, которые содержат ненормативную лексику (также «Given Up» и «Hands Held High»).

## Видеоклип
Основная тема — сумасшедшая вечеринка в баре: снятую отдельно драку в баре воспроизводят задом наперёд. Выступление группы сняли там же и при помощи монтажа объединили в одно целое.
Получилось, что группа наблюдает за дракой, которая от самого разгара приходит к началу.
В отличие от самого сингла, в видеоклипе используется цензурированная версия.

## Список композиций
Digital single
Слова и музыка всех песен — Linkin Park.
| №  | Название                           | Длительность |
| -- | ---------------------------------- | ------------ |
| 1. | «Bleed It Out»                     | 2:44         |
| 2. | «What I've Done» (Distorted Remix) | 3:47         |
| 3. | «Given Up» (Third Encore Session)  | 3:08         |

CD 1
| №  | Название                          | Длительность |
| -- | --------------------------------- | ------------ |
| 1. | «Bleed It Out»                    | 2:46         |
| 2. | «Given Up» (Third Encore Session) | 3:08         |

CD 2 (Maxi / AU Single)
| №  | Название                           | Длительность |
| -- | ---------------------------------- | ------------ |
| 1. | «Bleed It Out»                     | 2:46         |
| 2. | «What I've Done» (Distorted Remix) | 3:50         |
| 3. | «Given Up» (Third Encore Session)  | 3:08         |

## Чарты
| Чарт (2007)                           | Высшая позиция |
| ------------------------------------- | -------------- |
| Australia Singles Chart               | 24             |
| Canadian Hot 100                      | 22             |
| European Hot 100 Singles              | 45             |
| German Singles Chart                  | 40             |
| New Zealand Singles Chart             | 7              |
| Swedish Singles Chart                 | 14             |
| UK Rock Chart                         | 1              |
| UK Singles Chart                      | 29             |
| U.S. Billboard Hot 100                | 52             |
| U.S. Billboard Hot Digital Songs      | 29             |
| U.S. Billboard Mainstream Rock Tracks | 3              |
| U.S. Billboard Modern Rock Tracks     | 2              |
| U.S. Billboard Pop 100                | 54             |